# Локоть, Анатолий Евгеньевич
Анато́лий Евге́ньевич Ло́коть (род. 18 января 1959, Новосибирск) — российский государственный и политический деятель, мэр Новосибирска (2014—2024), депутат Государственной думы от фракции КПРФ четвёртого, пятого и шестого (до избрания мэром Новосибирска) созывов. С февраля 2006 года — первый секретарь Новосибирского обкома КПРФ. С 27 мая 2017 года — член Президиума Центрального комитета КПРФ.

## Биография
Родился 18 января 1959 года в Новосибирске. Окончил школу № 127 (будущая Университетская гимназия № 14) и физико-технический факультет Новосибирского электротехнического института (1981).
Во время учёбы был комиссаром оперативного комсомольского отряда дружинников, в котором состояло более 300 студентов. За действия при задержании опасных преступников отмечен наградами ЦК ВЛКСМ и УВД.
В 1982—1984 годах служил в Советской Армии. Командовал подразделением радиотехнических войск ПВО, был начальником командно-технического узла. В 1984—2003 годах работал в НИИ измерительных приборов. Принимал участие в разработке комплекса ПВО С-300. В 1984 году вступил в КПСС.
В феврале 1993 года избран членом бюро Новосибирского обкома КПРФ, с 1994 года — второй секретарь обкома КПРФ. В декабре 1996 года избран депутатом областного Совета, в декабре 2000 года избран депутатом городского Совета. Был лидером фракции КПРФ в Горсовете, куда входило 12 из 25 депутатов.
В 2003 году был избран депутатом Государственной думы четвёртого созыва по Заельцовскому одномандатному избирательному округу № 126 (Новосибирская область). Был заместителем председателя комитета по собственности. Вошёл в состав фракции КПРФ. В феврале 2006 года Локоть стал первым секретарём Новосибирского обкома КПРФ.
В 2007 году был избран депутатом Государственной думы пятого созыва по избирательному списку КПРФ в Новосибирской области. КПРФ на выборах по Новосибирской области получила 16,23 % голосов. Вошёл в состав фракции КПРФ. После войны в Грузии выступал за признание независимости Южной Осетии и Абхазии. Член комитета по вопросам местного самоуправления, член Счётной комиссии Государственной думы, член комиссии Парламентского собрания Союза Белоруссии и России по экономической политике.
1 декабря 2008 года вошёл в состав Центрального комитета КПРФ.
Локоть заявил, что его фамилия не должна склоняться, и в интервью рассказал, что «по жизни всё время» боролся за это. Он делал замечания спикерам Государственной думы Борису Грызлову и Сергею Нарышкину, которые не раз предоставляли слово «депутату Локотю Анатолию Евгеньевичу». Последний в ответ предлагал им называть его «дружище Локоть». В то же время лидер партии ЛДПР и филолог по образованию Владимир Жириновский сказал, что по правилам русского языка фамилия Локоть должна склоняться, если её носителем является мужчина, если носитель — женщина, то эта фамилия не склоняется.
В конце марта — начале апреля 2014 года КПРФ выдвинула кандидатуру А. Е. Локотя на выборы мэра Новосибирска. В конце марта 2014 года он стал единым кандидатом от оппозиции на этих выборах (6 человек сняли свои кандидатуры в пользу Локотя, после 1 отказался). 6 апреля 2014 г. выиграл досрочные выборы, набрав 43,75 % голосов (ближайший соперник депутат от партии «Единая Россия» Владимир Знатков — 39,57 %).
23 апреля 2014 года на внеочередной сессии Совета депутатов г. Новосибирска А. Локоть официально вступил в должность, принял присягу и получил удостоверение мэра города.
30 июня 2015 года мэр А. Е. Локоть в ходе заседания Общественного совета при мэре Новосибирска заявил, что «Демократическая коалиция» финансируется из-за рубежа, и на её регистрацию Конгресс США выделил 20 миллионов долларов. Также Локоть назвал шествие с лозунгами «Монстрация», ежегодно проводимое в Новосибирске, частью «оранжевой революции» в городе. Организатор «Монстрации» Артём Лоскутов победил на праймериз «Демократической коалиции» и возглавил список РПР-Парнас на выборах в заксобрание Новосибирской области.
27 мая 2017 года, после окончания XVII съезда КПРФ избран членом Президиума Центрального комитета КПРФ.
5 апреля 2019 года Анатолий Локоть заявил о намерении участвовать в выборах мэра Новосибирска 2019 года. Выдвижение действующего мэра на второй срок поддержали губернатор Новосибирской области, член партии «Единая Россия» Андрей Травников и спикер заксобрания Новосибирской области, так же член «Единой России» Андрей Шимкив. Ряд СМИ сообщали, что поддержка партией «Единая Россия» кандидата от КПРФ связана с заключённым летом 2018 года соглашением, о том что КПРФ не выдвигает своего кандидата на губернаторских выборах Новосибирской области 2018 года, а «Единая Россия» поддерживает кандидата от КПРФ на выборах мэра в 2019 году.
На выборах 8 сентября 2019 года переизбран на должность мэра Новосибирска, получив 50,25 % голосов избирателей.
28 декабря 2023 года стало известно о намерении Локтя уйти в отставку с поста мэра Новосибирска, тем самым ушёл в отпуск с 30 декабря 2023 по 24 января 2024 года с последующим увольнением, исполняющим обязанности был назначен Олег Клемешов, который с 26 января 2024 года стал исполнять полномочия мэра города Новосибирска в полном объёме. 25 января 2024 года Локоть официально досрочно прекратил свои полномочия и ушёл в отставку.

## Личная жизнь
Женат, двое детей. С будущей женой Мариной познакомился в пятом классе, серьёзные отношения начались в институте (оба заканчивали НЭТИ), на последнем курсе сделал предложение. Марина была инспектором в контрольно-счётной палате Новосибирска, получила второе образование. Старший сын — Богдан, предприниматель, руководитель ООО «Ипф-Сети». Дочь Мария — автор платьев и владелец магазина одежды, закончила одну из новосибирских школ и Всероссийский государственный университет юстиции (юридический факультет).
Не имеет вредных привычек. Занимается активными видами отдыха, плаванием, сплавляется на байдарке. Летом 2016 года во время авиашоу в Мочище прыгнул с парашютом с высоты 3 тыс. м.

## Награды
- Медаль «За возвращение Крыма» (2014)[26]
- Почётная грамота правительства Российской Федерации (4 июля 2013 года) — за многолетнюю плодотворную законотворческую деятельность и развитие законодательства Российской Федерации[27]
- Благодарность Правительства Российской Федерации (22 июля 2009 года) — за заслуги в законотворческой деятельности и многолетнюю добросовестную работу[28]